# Psychoglypha schuhi
Psychoglypha schuhi là một loài Trichoptera trong họ Limnephilidae. Chúng phân bố ở miền Tân bắc.